# Дутаев, Ильяс Магомедович
Ильяс Магомедович Дутаев (26 декабря 1937 года, Грозный, Чечено-Ингушская АССР, РСФСР, СССР) — советский и российский художник, Народный художник Чечено-Ингушской АССР (1990), Заслуженный деятель искусств Чечено-Ингушской АССР (1982), член Союза художников СССР (1973).

## Биография
В 1968 году окончил Абрамцевское художественно-промышленное училище имени Васнецова по специальности «Художественная обработка дерева, камня и кости». После окончания вернулся в Грозный, где стал работать в художественно-производственных мастерских Художественного фонда РСФСР художником-монументалистом. В 1973 году стал членом Союза художников СССР. В том же году за возрождение народных промыслов был награждён орденом «Знак Почёта». В 1982 году был удостоен золотой медали всемирной выставки-ярмарки в Лейпциге. В том же году ему было присвоено звание Заслуженный деятель Чечено-Ингушской АССР, а в 1990 году — звание Народного художника республики. Участвовал во многих региональных, всесоюзных и международных выставках. В годы первой чеченской войны погибли почти все его произведения, как хранившиеся в Национальном музее Чечни, так и находившиеся в его личной мастерской. Похоронен на родовом кладбище в посёлке Алды.

## Награды и звания
- Орден «Знак Почёта» (1973);
- Заслуженный деятель искусств Чечено-Ингушской АССР (1982);
- Золотая медаль всемирной выставки-ярмарки в Лейпциге (1982);
- Народный художник Чечено-Ингушской АССР (1990);